# Maliattha phaeozona
Maliattha phaeozona là một loài bướm đêm trong họ Noctuidae.